# Handball-Oberliga Baden-Württemberg der Frauen 2018/19
Die Handball-Oberliga Baden-Württemberg der Frauen 2018/19 wurde unter dem Dach der Handballverbände Baden, Südbaden sowie Württemberg organisiert. Sie ist die höchste Spielklasse des Verbundes und wird unterhalb der 3. Liga als vierthöchste Spielklasse im deutschen Ligensystem eingestuft.

## Saisonverlauf
Die Handball-Oberliga Baden-Württemberg der Frauen 2018/19 war die neunzehnte Ausspielung dieser Handballliga.

### Modus
Vierzehn Mannschaften spielten eine Vor- und Rückrunde. Nach Abschluss der daraus resultierenden Spieltage sind Meister und Vizemeister in die 3. Liga aufgestiegen und vier Mannschaften in die Verbandsligen abgestiegen.

## Teilnehmer
Nicht mehr dabei waren die Auf- und Absteiger der Vorsaison. Neu hinzukamen die Absteiger (A) der 3. Liga und die Aufsteiger (N) aus den Verbandsligen.

Handballverband Baden

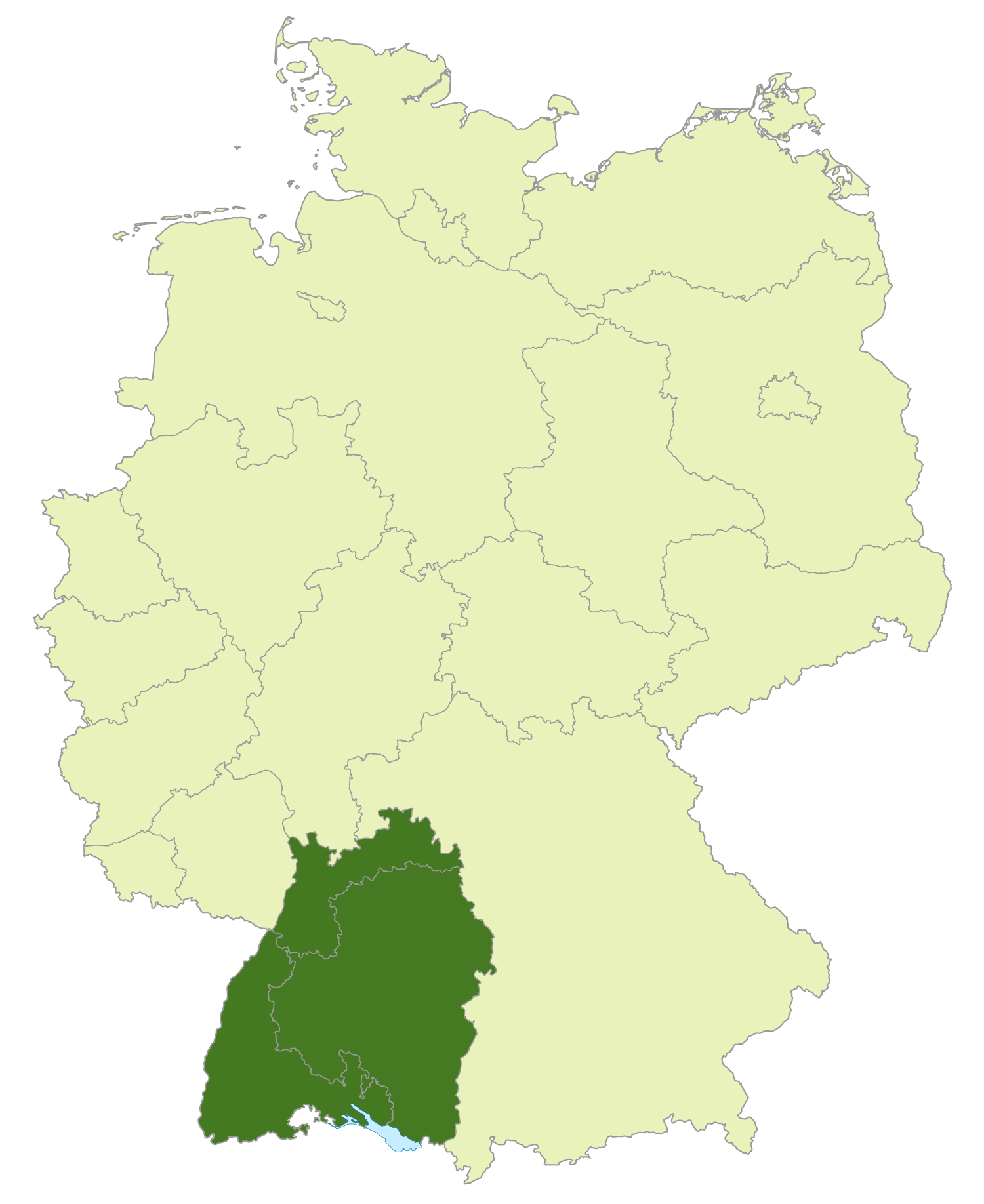
Bereich Handball-Oberliga
Baden-Württemberg

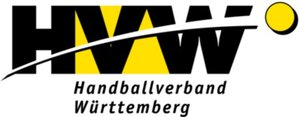
Handballverband Württemberg

### Abschlussplatzierungen
|  1. TSV Wolfschlugen  2. SG Schozach-Bottwartal (N) - 3. TuS Steißlingen (N) - 4. HSG Leinfelden/Echterdingen (N) - 5. TSV Heiningen 1892 - 6. HSG St. Leon/Reilingen - 7. SG Heidelsheim/Helmsheim - 8. Frisch Auf Göppingen II (N) - 9. TSV Bönnigheim 1895 - 10 HSG Strohgäu  11 SG Nußloch (N)  12 HSG Mannheim  13 VfL Waiblingen II (A)  14 SV Allensbach 1907 II |

(A) = Absteiger aus der 3. Liga (N) = neu in der Liga (R) = Rückzug
  Meister und Aufsteiger zur 3. Liga 2019/20
 Aufsteiger zur 3. Liga 2019/20
- Für die Oberliga 2019/20 qualifiziert